# 牛深ハイヤ節
牛深ハイヤ節（うしぶかハイヤぶし）は、熊本県天草市牛深（旧牛深市）に江戸時代から伝わる民謡。ハイヤ節のルーツには複数の説があり、牛深は発祥地の候補のひとつとされる。

## 由来や歴史
- 作曲者不詳で、江戸時代から伝わっており、1992年12月2日には牛深市（2021年現在の天草市）無形民俗文化財に指定された[4]。
- 牛深港は古くから天然の良港として発展した。大阪から鹿児島を往復する海運船の風待ち港としても利用され、ハイヤ節は風待ちの間の娯楽であった[4]。
- 当時熊本を中心に唄われていた「二上がり甚句」を奄美から伝わった「六調」という南国特有の熱狂的なリズムで味付けをし、独特の節回しを持つ「牛深ハイヤ節」が誕生したと言われる[要出典]。
- ハイヤという名前の由来は、元々"南風"のことを九州で"ハエの風"と呼んでいることが起因で、ハエがハエヤになり、やがてハイヤへと訛っていったと言われている[要出典]。
- 北側を山に、残り三方を海に囲まれた牛深は、南風が吹くと雨が降りやすく、海が荒れて出航できなくなるため、そんな風待ちの酒盛りの席で良く唄われていた[要出典]。
- 江戸時代、帆船の舵取りは一晩中唄うことが義務付けられていたため、船頭たちにとって、シケの時の酒盛りは、唄を仕入れる格好の場となっていた[要出典]。
- 風待ちやシケ待ちのため牛深に寄港した船乗りたちは、陽気な「ハイヤ節」を肴に酒宴を開き、その思い出を「牛深三度行きゃ三度裸、鍋釜売っても酒盛りゃしてこい」と唄い、次の港へと伝えていった。それが、全国各地40ヶ所以上の地方へ伝わり、その土地土地の民謡にハイヤを取り入れた事から「牛深ハイヤ節」は全国40ヶ所のハイヤ系民謡のルーツと言われている[要出典]。

## 踊り
ハイヤの踊りは、元々が船乗り達の酒盛り踊りであったため、中腰で重心が低く、また網投げ・櫓漕ぎなどの動きが特徴となっている。
牛深では、ハイヤ総踊りを伴う「牛深ハイヤ祭り」が毎年行われている。

## 歌詞
牛深ハイヤ節は12番まである。

### 1番
ハイヤエー　ハイヤ

ハイヤで今朝出した船はエー

何処の港にサーマ入れたやらエー

エーッサ

牛深三度行きゃ　三度裸

鍋釜売っても　酒盛りゃして来い

戻りゃ本渡瀬戸徒歩渡り

（アヨイサーヨイサー）　ヨイサーヨイサー

（サッサヨイヨイ）　サッサヨイヨイ